# Диссектор
Диссектор (от лат. dissector — тот, кто рассекает; англ. dissector) — передающий электронно-лучевой прибор без накопления заряда для преобразования оптического изображения в последовательность электрических сигналов; работает на основе внешнего фотоэффекта. Первые рабочие образцы диссектора созданы в США Ф. Фарнсуортом в 1931, в 1934 им же разработан диссектор, объединённый в одном корпусе с вторично-электронным умножителем (ВЭУ). С конца 50-х диссекторы широко разрабатываются в СССР и др. странах; они находят применение в быстродействующих автоматических следящих и информационно-измерительных системах.

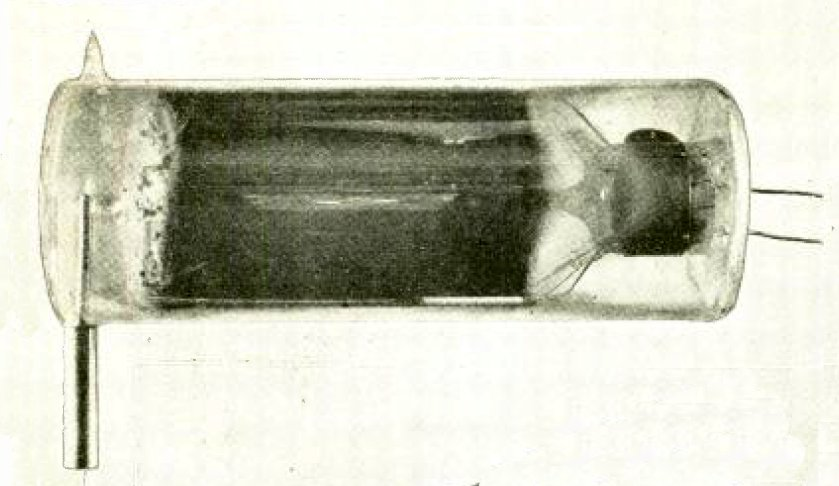
Диссектор Фарнсуорта

## Принцип действия
В отличие от более поздних передающих трубок, диссектор не имеет электронной пушки. Вместо этого оптическое изображение проектируется на плоский полупрозрачный катод, эмитирующий поток фотоэлектронов (электроны, выбитые из фотокатода, плотность потока которых соответствует распределению освещённости на его поверхности), которые под действием поля ускоряющего электрода устремляются к диафрагме, в которой имеется так называемое вырезывающее отверстие. Пучок электронов по пути к диафрагме отклоняется магнитным полем отклоняющих катушек, благодаря чему происходит считывание заряда из нужной точки на поверхности фотокатода. Фокусировка электронного изображения обычно осуществляется квазиоднородным магнитным полем, а отклонение — магнитным полем отклоняющих катушек, изменяющимся в двух взаимно перпендикулярных направлениях относительно оси входного отверстия ВЭУ с частотой строчной и кадровой развёрток. Применяются также электростатическая фокусировка и отклонение. С другой стороны диафрагмы находится вторично-электронный умножитель и коллектор, с которого снимается видеосигнал.
Отсутствие узла накопления заряда, использование вырезывающих отверстий различной формы и размеров (до долей мкм) определяют свойства и характеристики диссектора: возможность преобразования информации, относящейся к быстропротекающим процессам в реальном масштабе времени; работоспособность в любом режиме разложения (обеспечение произвольной выборки любого участка изображения по команде, что недоступно трубкам с накоплением заряда); прямо пропорциональная зависимость потока излучения в широком динамическом диапазоне; наиболее высокая среди передающих телевизионных приборов разрешающая способность; надёжность и простота эксплуатации.
Диссектор — единственный телевизионный передающий прибор, работающий в режиме счёта фотонов. В этом режиме диссектор имеет высокую чувствительность (в секундном диапазоне возможна регистрация сигналов до 10−7 лк). Кроме того, в нём отсутствует подогреваемый катод, а значит не требуется времени на прогрев после включения.
Главный недостаток диссектора — низкая чувствительность при работе в полосе телевизионного вещания, по причине того, что электроны, не направленные в отклоняющей системой на вырезывающее отверстие рассеиваются на диафрагме и не участвуют в формировании изображения.

## Применение
Из-за низкой чувствительности диссекторы были быстро вытеснены из телевидения другими типами передающих трубок, однако ограниченно применялись в дальнейшем в специальной и научной аппаратуре - звездных и солнечных датчиках, микрофотометрах, спектрометрах. Отсутствие накопления заряда делает этот тип трубок устойчивыми к "засвету" от чрезмерно яркого света, и позволяет применять для наблюдения за горением, металлургическими процессами внутри печей, дуговой сваркой.